# Joanne Harris
Joanne Michèle Sylvie Harris, ou apenas Joanne Harris (MBE) (Barnsley, 3 de julho de 1964) é uma escritora britânica. Ficou mundialmente conhecida após a adaptação para o cinema do seu livro Chocolate (1999).

## Biografia
Joanne nasceu em Barnsley, em Yorkshire, em 1964. Seu pai era britânico e a mãe francesa, ambos professores de idiomas e literatura na escola local. Seu primeiro idioma foi o francês, o que a afastou do restante da família inglesa, cujo idioma predominante era o francês. Joanne lembra-se de ter exemplos de mulheres fortes e determinadas em sua família. Com mãe francesa e pai inglês, Joanne estudou nos colégios Wakefield Girls High School (Wakefield) e St Catharine’s College, emCambridge, onde estudou idiomas medievais e modernos.

## Carreira
Joanne começou a escrever ainda muito nova. Influenciada pelos Contos dos Irmãos Grimm e pelo trabalho de Charles Perrault, bem como o folclore e a mitologia nórdicas, Joanne começou a escrever seus primeiros contos.
Com Chocolate, lançado em 1999, (nomeado para o Whitbread Award, hoje Costa Book Awards, um dos mais prestigiados prémios literários britânicos), Vinho Mágico (Blackberry Wine), Cinco Quartos de Laranja (Five Quarters of the Orange) e a Praia Roubada (Coastliners) conheceu um retumbante sucesso internacional, que a adaptação ao cinema de Chocolat (com Juliette Binoche e Johnny Depp) veio ainda intensificar.
Em Novembro de 2003, Edições ASA publicou mais dois livros desta autora – Na Corda Bamba (Holy Fools) e A Cozinha Francesa (The French Kitchen, A Cook Book).

## Obra
- The Evil Seed (1989)
- Sleep, Pale Sister (1993)
  - Valete de Copas e Dama de Espadas (Edições ASA, 2010)
- #1 Chocolat  (1999) 
  - Chocolate (Edições ASA, 2000)
- Blackberry Wine (2000)
  - Vinho Mágico (Edições ASA, 2000)
- Five Quarters of the Orange (2001)
  - Cinco Quartos de Laranja (Edições ASA, 2010)
- The French Kitchen, A Cook Book (2002)
  - A Cozinha Francesa (Edições ASA, 2003)
- Coastliners  (2002)
  - A Praia Roubada (Edições ASA, 2010)
- Holy Fools  (2003)
  - Na Corda Bamba (Edições ASA, 2003)
- Jigs & Reels (2004)
  - Danças e Contradanças (Edições ASA, 2004)
- #1 Malbry - Gentlemen & Players (2005)
  - Xeque ao Rei (Edições ASA, 2010)
- The French Market (2005)
- #2 Chocolat - The Lollipop Shoes (2007) (retitulado The Girl with No Shadow em 2008 para a edição nos EUA)
  - Sapatos de Rebuçado (Edições ASA, 2007)
- #1 Runemarks (2007 Reino Unido, 2008 EUA)
  - A Marca das Runas (Gradiva, 2007; Edições ASA, 2013)
- Blueeyedboy (2010)
  - O Rapaz de Olhos Azuis (Edições ASA, 2010)
- Maligna (2011)
  - Maligna (Edições ASA, 2013)
- #3 Chocolat - Peaches for Monsieur le Curé (2012)
  - O Aroma das especiarias (Edições ASA, 2012)

- #2 Runemarks - Runelight (2011)
  - A Luz das Runas (Edições ASA, 2014)

- A Cat, a Hat and a Piece of String (2014) 
  - Um gato, um chapéu e um pedaço de cordel (Edições ASA, 2014)
- #1 Loki - The Gospel of Loki (2014)
  - O Reino do Fogo (Edições ASA, 2015)
- #2 Malbry - Different Class (2016)
  - Uma Questão de Classe (Edições ASA, 2016)
- #2 Loki - The Testament of Loki (2018)
  - O Rio do Sonho (Edições ASA, 2018)
- A Pocketful of Crows (2017)
  - O Feitiço da Lua Azul (Edições ASA, 2018)
- #4 Chocolat - The Strawberry Thief (2019)
  - A Menina que Roubava Morangos (Edições ASA, 2019)
- #3 Malbry - A Narrow Door (2021)
  - Uma Porta Estreita (Edições ASA, 2022)
- Broken Light (2023)
  - Luz Oculta (Edições ASA, 2023)